# 1984年太平洋颱風季
| 太平洋颱風季             |
| 主題頁 - 專題 - 編輯指南 |

1984年太平洋颱風季泛指在1984年全年內的任何時間，於赤道以北及國際換日線以西的太平洋水域，以及南中國海所產生的熱帶氣旋。雖然有關方面並沒有設下本颱風季的指定期限，但大部份於西北太平洋的熱帶氣旋通常都會於五月至十二月期間形成。。
本條目的範圍僅侷限於赤道以北及國際換日線以西的太平洋及南海的水域。於赤道以北及國際換日線以東的太平洋水域產生的風暴則被稱為颶風，並被列入1984年
以下各熱帶氣旋資訊以熱帶氣旋存在期間的最強形態為準。

## 已被國際命名的熱帶氣旋
在1984年，共有27個熱帶氣旋。

### 強烈熱帶風暴雲茵 (Wynne)
PAGASA：Asiang
 英屬香港
- 香港懸掛之最高熱带氣旋警告信號： 八號東北烈風或暴風信號

天文台在6月24日上午3時20分懸掛一號戒備信號，當時雲茵集結在香港以東約630公里，初時香港吹和緩偏西風。24日早上稍後開始轉受西北風影響，天文台下午3時30分改掛三號強風信號，當時雲茵集結在香港東南偏東約310公里。晚間轉吹東北風，25日初段時間達至強風程度。因為離岸受烈風影響，天文台在上午4時30分改掛八號東北烈風或暴風信號，大老山錄得152公里的最高陣風；而維港西岸的青州也一度錄得85公里的持續風速及133公里的最高陣風。天文台在6月25日上午5時左右錄得最低瞬時海平面氣壓990.6百帕斯卡，當時雲茵集結在香港以南約130公里。但隨著雲茵西移，香港風力很快就緩和，因此天文台就在7時10分改掛三號強風信號，香港在早上餘下時間受偏東強風影響。天文台在下午1時32分除下所有信號，當時雲茵集結在香港西南約240公里，香港轉吹東南偏東風，風力進一步緩和。是次八號烈風或暴風信號只是持續2小時40分，是1946年至今持續時間最短的八號信號。

香港在6月23日普遍天晴酷熱。6月24日天文台錄得的最高氣溫約32.9度；但下午開始轉為多雲，局部地區有雷暴，一個水龍捲下午2時30分在南丫島及長洲之間海域形成，歷時約10分鐘。6月25日驟雨變得更大更頻密，黃昏開始天氣稍為好轉。隨後幾日繼續有驟雨。

### 颱風雅歷士 (Alex)
PAGASA：Biring
雅歷士於菲律賓呂宋島東方近海形成後向西北轉北北西移動，於7月3日13時在台灣台東縣成功鎮北方約10公里處登陸，由新竹出海後，轉北北東橫掃江浙及上海，之後再向東北方向登陸韓國。

### 強烈熱帶風暴比蒂 (Betty)
PAGASA:Konsing

### 強烈熱帶風暴法妮黛 (Freda)
PAGASA：Ditang

### 颱風荷莉 (Holly)
PAGASA：Huaning

### 強烈熱帶風暴杰拉爾 (Gerald)
PAGASA：Isang
 英屬香港
- 香港懸掛之最高熱带氣旋警告信號： 三號強風信號

天文台在8月16日下午3時45分懸掛一號戒備信號，當時杰拉爾集結在香港之東南約500公里，初時香港吹微風。17日開始轉受偏北風影響。18日開始轉吹清勁東北風，離岸間中吹強風，天文台在同日下午4時15分改掛三號強風信號，當時杰拉爾集結在香港以南約430公里，離岸受偏東強風影響但晚間風勢有所緩和。因此天文台在8月19日上午7時30分改掛一號戒備信號，當時杰拉爾集結在香港以南約430公里，當日香港受和緩偏東風影響。20日初段時間杰拉爾轉向東北靠近香港，因此香港轉受清勁東風影響，天文台在同日下午2時正再度改掛三號強風信號，當時杰拉爾集結在香港之西南偏南約300公里。香港繼而持續受偏東強風影響，而21日上午5時左右離岸風力一度達烈風程度。天文台在8月21日上午7時左右錄得最低瞬時海平面氣壓992.7百帕斯卡。杰拉爾在同日上午9時最接近香港，於香港東南約50公里掠過，而風向亦開始轉為北至西北。同日正午開始，風向進一步轉為偏西，風力因杰拉爾登陸而有所減弱。天文台在21日下午4時除下所有信號，當時杰拉爾集結在香港東北約160公里。

香港在8月16日普遍天晴酷熱，晚間有局部地區雷暴。8月17至19日有幾陣驟雨，當中18日的天氣較好。8月20日天氣明顯轉壞，有頻密狂風大驟雨。惡劣天氣持續至21日黃昏。8月22日天氣好轉，轉為天晴。

### 颱風艾克 (Ike)
PAGASA：Nitang

### 颱風琴茵 (June)
PAGASA：Maring

### 颱風薩德 (Thad)
PAGASA：Paring

### 颱風雲妮莎 (Vanessa)
PAGASA：Reming

### 強烈熱帶風暴華倫 (Warren)
PAGASA：Toyang

### 颱風愛娜斯 (Agnes)
PAGASA：Undang

### 颱風比爾 (Bill)
PAGASA：Welpring

### 颱風嘉麗 (Clara)
PAGASA：Yoning

### 颱風多伊爾 (Doyle)
PAGASA：Aring

## 未被國際命名的熱帶氣旋
除了被聯合颱風警報中心命名的熱帶氣旋外，還有一些沒被命名的熱帶低氣壓。

### 熱帶低氣壓09W
PAGASA:Edeng/Gloring

### 熱帶低氣壓
PAGASA:Lusing

## 熱帶氣旋名單
| - Andy - Brenda - Cecil - Dot - Ellis - Faye - Gordon - Hope - Irving - Judy - Ken - Lola - Mac - Nancy - Owen - Peggy - Roger - Sarah - Tip - Vera - Wayne | - Abby - Ben - Carmen - Dom - Ellen - Forrest - Georgia - Herbert - Ida - Joe - Kim - Lex - Marge - Norris - Orchid - Percy - Ruth - Sperry - Thelma - Vernon 1W - Wynn 2W | - Alex 3W - Betty 4W - Cary 5W - Dinah 6W - Ed 7W - Freda 8W - Gerald 10W - Holly 11W - Ike 13W - June 14W - Kelly 15W - Lynn 16W - Maury 17W - Nina 18W - Ogden 19W - Phyllis 20W - Roy 21W - Susan 22W - Thad 24W - Vanessa 25W - Warren 26W | - Agnes 27W - Bill 28W - Clara 29W - Doyle 30W - Elsie - Fabian - Gay - Hal - Irma - Jeff - Kit - Lee - Mamie - Nelson - Odessa - Pat - Ruby - Skip - Tess - Val - Winona |